# Norbert Wagner (Fußballtrainer)
Norbert Wagner (* 15. Januar 1939) ist ein ehemaliger deutscher Fußballtrainer.

## Sportlicher Werdegang
Wagner, zuvor Jugendtrainer beim 1. FC Köln und Fortuna Köln, übernahm im Sommer 1976 das Traineramt bei der SG Union Solingen in der 2. Bundesliga, musste aber bereits im November des Jahres auf dem vorletzten Tabellenplatz rangierend auf Drängen der Mannschaft den Hut nehmen. Nach Einspringen von Abwehrspieler Edgar Evenkamp als Interimslösung stand auch unter Hermann Eppenhoff die Mannschaft am Ende der Spielzeit 1976/77 auf dem vorletzten Platz der Nordstaffel vor Schlusslicht VfL Wolfsburg, profitierte aber von den Lizenzverweigerungen der Konkurrenz. 
Im Sommer 1978 verpflichte der frühere Deutsche Meister Freiburger FC Wagner, der zuvor Jürgen Sundermann beim VfB Stuttgart assistiert und dabei auch als Vorgänger von Willi Entenmann für die Amateurmannschaft die Verantwortung getragen hatte, als Nachfolger des scheidenden Georg Gawliczek. Im März 1979 endete jedoch auch dieses Engagement vorzeitig, im Abstiegskampf befindlich übernahm Karl-Heinz Bente als Spielertrainer und führte die Mannschaft auf den 13. Tabellenplatz. Schnell fand er jedoch beim Ligakonkurrenten KSV Baunatal eine erneute Anstellung, bei dem er den Anfang April geschafften Bernd Oles beerbte. Trotz des Abstiegs in die Oberliga Hessen blieb er im Amt. Kurz vor Ende der als Vizemeister hinter dem KSV Hessen Kassel beendeten Oberliga-Spielzeit verkündete er seinen Abschied zum Saisonende, um als Trainer des SC Freiburg in den Breisgau zurückzukehren. Auch sein drittes Engagement in der 2. Bundesliga währte weniger als zwölf Monate, Ende Januar 1981 übernahm Horst Zick.
Am 1. März 1981 trat Wagner die Nachfolge von Gerhard Pfeiffer bei der SpVgg Bayreuth an, als Tabellenneunter der Zweitliga-Spielzeit 1980/81 qualifizierte sich der Klub für die eingleisige 2. Bundesliga. Dort rutschte die Mannschaft ans Tabellenende, Mitte September wurde er entlassen. Später kehrte er zum KSV Baunatal zurück, ehe er ab Januar 1983 den Zweitligisten TuS Schloß Neuhaus trainierte.
Sein Aufenthalt beim in der Zweitligasaison 1984/85 abstiegsbedrohten VfR Bürstadt ab März 1985 währte nur wenige Wochen – Ende März hatte er den zum Karlsruher SC abgewanderten Lothar Buchmann ersetzt, Anfang Mai trat er kurz vor Saisonende von seinem Amt zurück.
Im Sommer 1990 übernahm Wagner als Nachfolger von Interimstrainer Eckhard Krautzun den Trainerposten bei Alemannia Aachen, im März des folgenden Jahres wurde er durch Wilfried Hannes ersetzt. Später war er beim VfL Rheinbach, SV Beuel 06 und Germania Teveren im höherklassigen Amateurbereich tätig.
1998 kehrte Wagner zum Freiburger FC zurück, blieb aber auch bei seinem zweiten Aufenthalt glücklos und unter Spielertrainer Achim Hausen stieg der Klub aus der Verbandsliga Südbaden ab. Anschließend war er erneut Trainer beim VfL Rheinbach.